# Vince Neil
Vince Neil Wharton (Los Angeles, 8 febbraio 1961) è un cantante heavy metal statunitense.
È noto soprattutto per essere il frontman storico dei Mötley Crüe.

## Biografia
Figlio di Shirley Ortiz e Clois "Odie" Wharton, ha origini messicane da parte di madre e native americane da parte di padre.
La sua prima esperienza musicale furono i "Rockandi", band formata sul finire degli anni settanta che suonava cover dei Cheap Trick, e Sweet spesso al noto locale The Starwood. Inizialmente Nikki Sixx e Tommy Lee erano alla ricerca di un secondo chitarrista, e vollero rivolgersi al chitarrista dei Rockandi, James Alverson. Tuttavia i due rimasero più impressionati dal cantante di quella band, Vince Neil, scartando il precedente possibile candidato. Fu così che Vince Neil entrò nei Mötley Crue. Con la band registrerà Too Fast for Love (1981), Shout at the Devil (1983), Theatre of Pain (1985), Girls, Girls, Girls (1987) e Dr. Feelgood (1989).
Personaggio famoso più per i suoi eccessi che per le sue doti musicali, Vince è stato protagonista di tanti pettegolezzi ma anche di diverbi e tragici avvenimenti. Si sposò giovanissimo con Beth Lynn nel 1983, divorziando due anni dopo. Nel 1984, terminato un tour in compagnia di Ozzy Osbourne, Vince, guidando la sua vettura in pieno stato di ebbrezza, causò un disastroso incidente stradale, provocando la morte di Razzle, batterista degli Hanoi Rocks, che stava viaggiando assieme a lui. La morte di Razzle incitò la sua famiglia e gli Hanoi Rocks a fargli causa, e Neil venne così condannato ad un mese di carcere, scontandone solamente 19 giorni dietro il pagamento di una cauzione.
Nel 1989, Neil ebbe un forte litigio con i Guns N' Roses, venendo alle mani con Izzy Stradlin, accusato di aver corteggiato la sua nuova moglie, Sharise Ruddell. Nel 1992, debilitato dall'abuso di droghe, venne cacciato dal bassista e leader dei Mötley Crüe, Nikki Sixx, a causa della sua scarsa lucidità sul lavoro e venne sostituito da John Corabi.
(Mötley Crüe)

### Carriera solista
Una volta cacciato dai Crue nel febbraio 1992, Vince Neil ricevette quasi immediatamente una richiesta dalla Walt Disney Company per comporre un brano da inserire nella colonna sonora del film Encino Man, una commedia con Pauly Shore, che venne reintitolata California Man per il mercato europeo. Collaborando con Tommy Shaw e Jack Blades dei Damn Yankees, il trio comporrà per il film il brano "You're Invited (But Your Friend Can't Come)". Durante il 1992 Neil si dedicò alle corse in Formula CART, in veste di partecipante e sponsor. Tuttavia, nella sua prima corsa a Long Beach, Neil si ritirò dopo aver rischiato un incidente dopo il terzo giro di gara.
Nel frattempo Neil si dedicò ad intraprendere la nuova carriera solista, arruolando il batterista degli Enuff Z'Nuff, Vikki Foxx, e l'ex bassista di Ozzy Osbourne e Billy Idol Phil Soussan. Dopo aver contattato diversi chitarristi, tra cui figuravano Warren DeMartini dei Ratt e Adrian Vandenberg degli Whitesnake senza successo, il frontman otterrà infine la collaborazione del talentuoso Steve Stevens, ex chitarrista di Billy Idol, Atomic Playboys, nonché reduce dal recente progetto Jerusalem Slim, capeggiato da Michael Monroe degli Hanoi Rocks (ironicamente lo stesso gruppo che ebbe degli attriti con Neil per aver causato la morte del loro batterista Razzle). Altri membri che faranno parte della formazione saranno il chitarrista ritmico Dave Marshall, proveniente dai Brunette (band dalle quali ceneri nacquero gli Hardline) ed il bassista Robbie Crane. Una volta avviato il progetto, e dopo aver concluso un accordo con la Warner Bros. Records, Neil passò alla pubblicazione del debutto solista intitolato Exposed, che verrà pubblicato nel 1993 e prodotto da Ron Nevison (Thin Lizzy, UFO, Damn Yankees, Kiss, Meat Loaf e molti altri). Il disco si piazzò alla 13ª posizione nelle classifiche americane, ottenendo un buon successo.
Stevens abbandonò la band poco dopo i tour di supporto di Exposed, e successivamente fonderà un supergruppo rock progressivo dall'unione con il bassista dei King Crimson Tony Levin ed il batterista Terry Bozzio in un progetto chiamato "Bozzio Levin Stevens". A sua sostituzione subentrò il chitarrista Brent Woods, proveniente dai Wildside, mentre si assistette anche alla dipartita del secondo chitarrista Dave Marshall. Il secondo album di Neil Carved in Stone venne pubblicato in ritardo di qualche mese a causa della morte della figlia di quattro anni Skylar Lynnae Neil il 15 agosto 1995, di cancro, proprio poco dopo la fine delle sessioni. Il disco, pubblicato il 12 settembre di quell'anno, verrà prodotto dai Dust Brothers, coppia di produttori noti per aver pubblicato il secondo disco dei Beastie Boys. Il cantante e l'ex moglie, la spogliarellista e lottatrice nel fango Sharise Ruddell, successivamente denunciarono l'azienda Rocketdyne per la fuoriuscita di prodotti cancerogeni accanto alla loro casa nella Simi Valley, che per la coppia causarono la morte della bambina. Il tragico evento fece precipitare il cantante in una profonda depressione, e forse anche per questo motivo il tour relativo al nuovo disco culminò in una scazzottata tra Crane e Neil. Naturalmente il bassista perse il posto nella band, sostituito solo provvisoriamente da Dana Strum degli Slaughter.
Neil quindi sospese l'attività solista quando nel 1996 verrà reintrodotto nei Mötley Crüe, col quale darà alla luce il settimo album Generation Swine nel 1997. Crane in seguito collaborò con l'ex frontman dei Ratt e Arcade Stephen Pearcy nel suo nuovo progetto chiamato Vertex, prima di raggiungere gli stessi Ratt durante la loro riunione nel 1997. Foxx, dopo un'esperienza nei Warrant, entrò nei BulletBoys.
Nel 1999 venne pubblicato il tribute album ai Mötley Crüe Kickstart My Heart: A Tribute to Mötley Crüe, dove il ricavato delle vendite venne devoluto in beneficenza alla Skylar Neil Memorial Foundation, un'organizzazione fondata dal cantante per aiutare i bambini negli ospedali, in memoria della figlia.
Neil nel 2001 decise poi di riassemblare una formazione solista, parallelamente alla carriera con i Crue, partecipando al "Voices Of Metal tour" assieme ai Ratt, Slaughter e Britny Fox. Oltre ad un ritrovato Brent Woods dietro le sei corde, il resto della formazione vedeva la sezione ritmica degli Union, composta dal bassista Jamie Hunting ed il batterista Brent Fitz. Nel bel mezzo del tour, Hunting venne poi allontanato in circostanza sconosciute, venendo presto sostituito dal vecchio collega di Neil Phil Soussan. Soussan però suonò solo in occasione di tre concerti, ed in seguito Hunting e Neil si riappacificarono in occasione di nuove date previste per quel settembre a Buenos Aires. La band di Neil partecipò anche come co-headliners ad un tour estivo nel 2002, con i Tesla, Skid Row e Jackyl. Gli Skid Row e la Vince Neil band inoltre intrapresero in seguito una breve serie di date canadesi in giugno. Poco dopo Neil venne arrestato, per aver preso a calci e pugni il suo produttore fuori da un locale in aprile.
Nel tardo 2002 la band di Neil venne aggiornata con Jeff Blando degli Slaughter alla chitarra e Alan Vine al basso. Il gruppo suonò al fianco dei Poison e Skid Row in un tour statunitense in maggio. Nel 2003 il frontman pubblica il nuovo disco, il live album Live at the Whisky - One Night Only, che ripropone quasi unicamente brani dei Mötley Crüe.

### Tempi recenti
Tornato nel circuito live nel 2004, la Neil band vede l'entrata del chitarrista Jason "Hook" Grinstead, noto per aver avuto un passato in diverse band come i No Love Lost, Killer Dwarfs, BulletBoys ed altri. Tuttavia Hook abbandonò la formazione verso metà maggio per raggiungere la band di Hilary Duff e per pubblicare il suo EP solista Safety Dunces (2007). A sostituire Hook fu Keri Kelli, altro veterano che aveva fatto strada in band come Adler's Appetite, Ratt, Warrant, Slash's Snakepit, Pretty Boy Floyd, L.A. Guns e BulletBoys. Il gruppo partecipò poi ad un unico show al Altitude Club di Lake Tahoe il 3 luglio, supportato dalla ex band di Sammy Hagar, The Waboritas. In attesa della riunione dei Mötley Crüe, un Vince Neil quarantatreenne partecipò al reality show Extreme Makeover trasmesso sulla MTV nazionale come "The Remaking of Vince Neil". Nel programma il cantante si sottopose ad allenamenti, fitness e chirurgia plastica. Sfortunatamente il 23 luglio ad un concerto al Hampton Beach Casino Ballroom di Hampton Beach, New Hampshire, il frontman si ruppe una gamba in un incidente stradale. Neil in settembre collaborò con Nikki Sixx per il nuovo disco dei Mötley Crüe, ma compose un altro brano solista intitolato "Promise Me", con la collaborazione del noto produttore Desmond Child. Il video promozionale del brano venne girato durante la sua apparizione all'evento organizzato da Playboy "old Playmates versus new Playmates" al The Palms Hotel & Casino in Las Vegas il 3 ottobre. Le date britanniche partirono in novembre supportati dagli Starwood (una sorta di "nuova" versione dei Lizzy Borden) e dagli svedesi M.ill.ion. Queste date vennero cancellate proprio poco prima dell'inizio, e poi riorganizzate più tardi lo stesso mese.
Nel 2005 Neil parteciperà al nuovo tour mondiale dei Mötley Crüe, per promovuovere la nuova raccolta Red, White & Crüe, concludendo in Australia in dicembre. Oltre all'attività musicale, Neil lanciò una nuova etichetta di vini, la Vince Vineyards della Napa Valley.
Nel 2012 Neil decide di provare una nuova avventura da imprenditore con l'apertura di uno strip club a Las Vegas chiamato "Girls, Girls, Girls" che, per ammissione dello stesso cantante, dovrebbe funzionare come trampolino di lancio per un'iniziativa di più ampio respiro mirata alla creazione di una catena di strip club dedicati al rock and roll diffusi su tutto il territorio americano. Il locale chiuse un anno dopo.

## Alcuni dei componenti della Vince Neil band
- Steve Stevens - Chitarra
- Dave Marshall - Chitarra
- Phil Soussan - Basso
- Robbie Crane - Basso
- Dana Strum - Basso
- Vik Foxx - Batteria
- Brent Woods - Chitarra
- Jamie Hunting - Basso
- Brent Fitz - Batteria
- Steve Isham - Tastiere
- Jason "Hook" Grinstead - Chitarra
- Keri Kelli - Chitarra
- Jeff Blando - Chitarra
- Zoltan Chaney - Batteria

## Discografia

### Solista

#### Album in studio
- 1993 - Exposed
- 1995 - Carved in Stone
- 2010 - Tattoos and Tequila

#### Live
- 2003 - Live at the Whisky - One Night Only

### Con i Mötley Crüe

#### Album studio
- 1981 -Too Fast for Love
- 1983 - Shout at the Devil
- 1985 - Theatre of Pain
- 1987 - Girls, Girls, Girls
- 1989 - Dr. Feelgood
- 1997 - Generation Swine
- 2000 - New Tattoo
- 2008 - Saints of Los Angeles

#### Live
- 1999 - Live: Entertainment or Death
- 2006 - Carnival of Sins Live

#### Raccolte
- 1988 - Raw Tracks
- 1990 - Raw Tracks vol. 2
- 1991 - Decade of Decadence
- 1998 - Greatest Hits
- 1999 - Supersonic and Demonic Relics
- 2003 - Millennium Collection
- 2003 - Music to Crash Your Car To, Vol. 1
- 2004 - Music to Crash Your Car To, Vol. 2
- 2004 - Loud as F*@k
- 2005 - Red, White & Crüe

### Altri album
- 1985 - Vari artisti - Hear 'n Aid
- 1985 - Night Ranger - 7 Wishes
- 2001 - George Lynch - Will Play for Food
- 2005 - George Lynch - The Lost Anthology
- 2007 - George Lynch - Guitar Slinger

### Tribute album
- 1999 - Humanary Stew: A Tribute to Alice Cooper
- 1999 - Not the Same Old Song and Dance: Tribute to Aerosmith
- 2000 - Bat Head Soup: A Tribute to Ozzy
- 2006 - Welcome to the Nightmare: An All Star Salute to Alice Cooper
- 2008 - Hell Bent Forever: A Tribute to Judas Priest